# Хејстингс Хајландс (Онтарио)
Хејстингс Хајландс (енгл. Hastings Highlands) је општина у Канади у покрајини Онтарио. Према резултатима пописа 2011. у општини је живело 4.168 становника.

## Становништво
Према резултатима пописа становништва из 2011. у граду је живело 4.168 становника, што је за 3,3% више у односу на попис из 2006. када је регистровано 4.033 житеља.
| 2006. | 2011. |
| ----- | ----- |
| 4.033 | 4.168 |